# Una rosa da Vienna/Uno ha bisogno dell'altro
Una rosa da Vienna/Uno ha bisogno dell'altro è un singolo della cantante italiana Anna Identici pubblicato nel 1966 dalla casa discografica Ariston Records.

## Descrizione
La cantante con il brano Una rosa da Vienna ha partecipato per la prima volta al Festival di Sanremo 1966 in coppia con The New Christy Minstrels classificandosi al quinto posto e riscuotendo un discreto successo. 
Entrambi i brani del 45 giri fanno parte del primo album della cantante intitolato Anna Identici.

## Cover
Il brano Una rosa da Vienna è stato inciso dal complesso The Renegades e dalla cantante Sonia Scotti in lingua spagnola.

## Tracce
1. Una rosa da Vienna (Di Bruno Lauzi e Gianluigi Guarnieri)
2. Uno ha bisogno dell'altro (Di Giorgio Calabrese e Mario Robbiani)